# 82464 Jaroslavboček
(82464) Jaroslavboček, denumire internațională (82464) Jaroslavbocek, este un asteroid din centura principală de asteroizi.

## Descriere
82464 Jaroslavboček este un asteroid din centura principală de asteroizi. A fost descoperit pe 21 iulie 2001 la Observatorul din Ondřejov de Petr Pravec și Lenka Šarounová. Asteroidul prezintă o orbită caracterizată de o semiaxă mare de 3,09 ua, o excentricitate de 0,11 și o înclinație de 0,7° în raport cu ecliptica.